# Стась, Константин Николаевич
Стась Константин Николаевич (21 сентября 1935, Кременчуг, Полтавская область, УССР, СССР — 20 сентября 2014, Москва, Российская Федерация) — советский и российский инженер-физик, специалист в области измерения ионизирующего излучения, организатор научно-исследовательских работ и работ в сфере международной стандартизации.

## Биография
Родился в городе Кременчуге. Отец — Николай Данилович Стась (1901—1982), сын малороссийского казака хутора Стасевка Полтавской губернии, был одним из видных организаторов почты СССР, прошел путь от простого почтальона в Донецке, до директора Главного центра магистральных перевозок почты. Мать — Стась (Кожемякина) Евдокия Мироновна (1913—2002), родом из Мариуполя, домохозяйка. До начала Великой Отечественной войны жил в Харькове, затем с матерью и бабушкой — в эвакуации в Уфе. С 1943 года жил в Москве.
После окончания с золотой медалью средней школы поступил в Московский инженерно-физический институт, после окончания которого был принят на работу в Союзный НИИ приборостроения (тогда, в 1958 году — Предприятие п/я № 1598 Министерства среднего машиностроения СССР). На этом предприятии К. Н. Стась проработал 48 лет, пройдя путь от техника до Первого заместителя Генерального директора. Существенный вклад в становление СНИИПа как мирового лидера в разработке ядерной измерительной аппаратуры К. Н. Стась внес, занимая должность секретаря парторганизации института в то время, как директор института Н. А. Шеховцов был тяжело болен. В этот период Константин Николаевич был избран делегатом XXIV съезда КПСС. На должности заместителя директор и первого заместителя директора в институте он курировал блок научных разработок.
Наибольшие научные успехи были достигнуты в тот период, когда ученый возглавлял лабораторию по разработке методов и аппаратуры измерения радиоактивных газов в шахтах. Именно тогда им и его группой был разработан метод определения радона по скрытой энергии метод Маркова — Рябова — Стася, который получил мировое признание и активно применяется в международной практике до сих пор. Эта работа легла и в основу его диссертации. Впоследствии, будучи заместителем директора СНИИП по научной работе, К. Н. Стась вырастил не одно поколение успешных ученых и практиков. В 1986—1988 гг. Константин Николаевич принимал активное участие в ликвидации последствий аварии на Чернобыльской АЭС.
Начиная с 1977 года, в течение 15 лет возглавлял постоянную советскую часть Технического комитета К45 «Ядерное приборостроение» Международной электротехнической комиссии (для участия в работе МЭК менее, чем за полгода изучил английский язык). Благодаря его твердой позиции в международных стандартах были закреплены многие положения, отвечавшие интересам СССР. В период работы в МЭК сформировались и взгляды К. Н. Стася на вопросы значимости международной стандартизации. До последних дней жизни он был секретарем российских техничесих комитетов по стандартизации 306 «Измерение, управление и автоматизация в промышленных процессах» и 420 «Базовые несущие конструкции, печатные платы, сборка и монтаж электронных модулей».
Заслуги К. Н. Стася были высоко отмечены государством. Он дважды был награждён орденом Трудового Красного Знамени, удостоен почетного звания «Заслуженный машиностроитель РФ», знака «Ветеран Росатома».
В начале 2000-х годов Константин Николаевич инициировал ряд проектов, которые были призваны заполнить образовавшийся тогда вакуум научно-технической информации. Под его руководством начали издаваться журналы «Ядерные измерительно-информационные технологии» (К. Н. Стась был главным редактором этого журнала), «Технологии ЭМС», «Технологии приборостроения», «Надежность». В недрах этой работы появились и зачатки Новой Инженерной Школы — с 2001 года начал работать учебный центр Издательского Дома «Технологии», из которого в 2009 году было выделено НОУ «Новая Инженерная Школ», ректором которой стал К. Н. Стась.
Скончался 20 сентября 2014 года в Москве после тяжелой продолжительной болезни. Похоронен на Митинском кладбище.

## Семья и личная жизни
Жена — Кремчукова Ната Георгиевна (р.1935), работала в СНИИП научным сотрудником. Познакомились в 1953 году в первый день обучения в МИФИ. 
Сын — Стась Андрей Константинович (р.1972), консультант, управляющий партнер группы компаний Stas Marketing, директор НОУ Институт территориального маркетинга и брендинга.
Увлекался филателией, спортом (в молодости занимался волейболом и легкой атлетикой, в зрелом возрасте — теннисом). 70 лет был болельщиком футбольного клуба ЦСКА.

## Научные работы
- Марков К. П., Рябов Н. В., Стась К. Н. Экспрессный метод оценки радиационной опасности связанной с наличием в воздухе дочерних продуктов распада радона. Атомная энергия, № 4, 1962
- Рябов Н. В., Стась К. Н. Контроль радона и продуктов его распада. Safety Measures in Nuclear Research. Proceeding of the tripartire meeting held in Brussels, Belgium, nov. 1972, P. 2.
- Разработка комплекса технических средств измерения ионизирующих излучений для единой Государственной системы контроля радиационной обстановки (ЕГАСКРО) на территории страны. Авторы: Артеменкова Л. В., Рябов Н. В., Стась К. Н. и др. Отчет о НИР, гос. рег. № У67161, СНИИП, М., 1990
- Залманзон Ю. Е., Парышев В. Я., Рыжов Н. В., Скаткин В. М., Стась К. Н. Посты комплексного экологического мониторинга системы АСКРО для АЭС и регионов. В сб.: Ядерные измерительно-информационные технологии Труды НИЦ «СНИИП», М., 1997
- Матвеев В. В., Стась К. Н., Чебышов С. Б. Ядерные измерительно-информационные технологии. Диалектика и тенденции развития. В сб.: Ядерные измерительно-информационные технологии-2000. Труды Научно-инженерного центра «СНИИП». М.: Измерительно-информационные технологии, 2000
- Поленов Б. В., Соломина Е. Ю., Стась К. Н., Сучкова Л. А., Чебышов С. Б., Федоровский П. Ю. Измерительно-информационные технологии массового инспекционного послеаварийного радиационного контроля содержания радионуклидов в организме человека. В сб. Ядерные измерительно-информационные технологии. Труды НИЦ «СНИИП». М., 1997